# Оливер Кромвел
Оливер Кромвел (енгл. Oliver Cromwell; Хантингдон, 25. април 1599 — Лондон, 3. септембар 1658) је био вођа парламентарних снага у Енглеском грађанском рату. Након победе над ројалистима, укинуо је монархију и 1653. постао Заштитник (енгл. Lord Protector) Енглеске, Шкотске и Ирске. Две године после његове смрти монархија је обновљена. Оливер Кромвел је за време своје владавине владао као диктатор.

## Каријера

### Члан Парламента
Као сеоски племић из околине Кембриџа, изабран је 1628. за посланика Доњег дома енглеског Парламента. Био је један од вођа опозиције против деспотизма краља Чарлса I (1625-49). На Кромвелов захтев, Парламент је одузео краљу команду над милицијом и поверио је њему. Када је избио Први енглески грађански рат (1642–47), Кромвел је у својој грофовији својим средствима формирао ескадрон коњаника и придружио се Роберту Есексу, команданту снага Парламента. Учествовао је у бици код Еџхила, 23. октобра 1642. Убрзо затим формирао је свој коњички пук.

### Војсковођа
У јануару 1644. Кромвел је постављен за команданта коњице (генерал-лајтнанта) Источних грофовија (енгл. Eastern Association), а наредног месеца постаје члан Англо-шкотског одбора за рат против краља. Победа над краљевом војском код Марстон Мура (2. јуна 1644), која представља прекретницу рата, била је Кромвелова заслуга. Ту је Кромвел испољио ванредан тактички смисао, а његови коњаници (звани Гвоздени - енгл. Ironsides) узорну чврстину и дисциплину. Наредне године по узору на Кромвелове коњанике Парламент формира Војску новог обрасца (енгл. New Model Army). У другом грађанском рату 1648. Кромвел је савладао шкотске ројалисте. Наредне године угушио је устанак у Ирској, а у бици код Вустера (3. новембра 1651) катастрофално је поразио шкотске ројалисте.

### Диктатор
На челу војске, Кромвел је натерао Парламент да спроведе њене основне захтеве: наложио је да се 30. јануара 1649. погуби краљ, а затим 1653. укида Парламент. Одбивши титулу краља, од 1653. Кромвел постаје протектор (енгл. Lord-Protector) трију краљевина (Енглеске, Шкотске и Ирске), а у ствари, апсолутни владар. Под њим је Енглеска знатно ојачала, нарочито на мору. Успешно је ратовао против Холандије и Шпаније. Сахрањен је у Вестминстерској опатији одакле је, после рестаурације краљевине 1660, његов леш извучен и стављен на вешала, али му је 1899. ту подигнут споменик.

## Цитати
„Не верујем да је овај краљ зао. Али је збуњен. И не може да каже не својој жени. Зато ако бог допусти, ја ћу подићи војску људи који нису збуњени. Озбиљних људи који кажу не тиранији краљева и жена. Људи који се не збуњују око правог места човека и жене, краља и поданика. И са овим строгим, побожним људима, ја ћу јахати. И зваће нас Гвоздени јер смо као гвожђе, чврсти дању и ноћу. И краљ ће видети да смо непопустљиви, као гвоздена мотка, и задовољиће нас. Као наше жене!”
„Наша мужевност и строга једноставност јако збуњују наше непријатеље. Јер они су мушкарци, али се облаче као жене, носећи перике, раскошна одела и чипке. И за тај грех, ако буде воља божја, ми ћемо их напасти ноћу, с леђа, и пробити њихова дегенерисана тела нашом светом истином.”
„Ваш тобожњи страх да ће доћи до грешке, је као човек који би послао сво вино ван земље, да се људи не опију. Била би неправедна и глупа завист, ускратити човеку његову прирођену слободу под изговором да је може злоупотребити. Када је злоупотреби, судите му.”

### Биографски материјал
- Adamson, John (1990). „Oliver Cromwell and the Long Parliament”.  Ур.: Morrill, John. Oliver Cromwell and the English Revolution. Longman. ISBN 978-0-582-01675-0.. Longman.
- Ashley, Maurice (1958). Oliver Cromwell and the Puritan Revolution. Macmillan. Архивирано из оригинала 21. 07. 2012. г. Приступљено 10. 01. 2020. Непознати параметар |DUPLICATE_url= игнорисан (помоћ); Непознати параметар |DUPLICATE_title= игнорисан (помоћ)
- Ashley, Maurice (1969). Cromwell. Englewood Cliffs, N.J., Prentice-Hall. ISBN 9780131942905.. excerpts from primary and secondary sources.
- Bennett, Martyn (2006). Oliver Cromwell. Routledge. ISBN 978-0-415-31922-5.
- Boyer, Richard E., ed. Oliver Cromwell and the Puritan revolt; failure of a man or a faith?  excerpts from primary and secondary sources. Oliver Cromwell and the Puritan revolt; failure of a man or a faith?. Boston, Heath. 1966.
- Clifford, Alan (1999). Oliver Cromwell: the lessons and legacy of the Protectorate. Charenton Reformed Publishing. ISBN 978-0-9526716-2-6.. Religious study.
- Davis, J. C. (2001). Oliver Cromwell. Bloomsbury Academic. ISBN 978-0-340-73118-5.. Hodder Arnold.
- Firth, Charles Harding (1900). Oliver Cromwell and the Rule of the Puritans. ISBN 978-1-4021-4474-5.
- Fraser, Antonia (1975). Cromwell, the Lord Protector. New York, Dell. ISBN 978-0-7538-1331-7. Непознати параметар |DUPLICATE_year= игнорисан (помоћ). Popular narrative.
- Gardiner, Samuel Rawson (1962). Oliver Cromwell. New York, Collier Books. ISBN 978-1-4179-4961-8. Непознати параметар |DUPLICATE_year= игнорисан (помоћ). Classic older biography.
- Gaunt, Peter (1996). Oliver Cromwell. Blackwell. ISBN 978-0-631-18356-3.. Short biography.
- Hill, Christopher (1970). God's Englishman: Oliver Cromwell And The English Revolution. Dial Press. ISBN 978-0-297-00043-3.
- Hirst, Derek (1990). „The Lord Protector, 1653-8”.  Ур.: Morrill, John. Oliver Cromwell and the English Revolution. Longman. ISBN 978-0-582-01675-0.. Longman.
- Kerlau, Yann (1989) "Cromwell", Perrin/France
- Mason, James; Leonard, Angela (1998). Oliver Cromwell. Longman. ISBN 978-0-582-29734-0.
- McKeiver, Philip (2007). A New History of Cromwell's Irish Campaign. Advance Press. ISBN 978-0-9554663-0-4.. Advance Press, Manchester.
- Morrill, John (1990). „The Making of Oliver Cromwell”.  Ур.: Morrill, John. Oliver Cromwell and the English Revolution. Longman. ISBN 978-0-582-01675-0.. Longman.
- Paul, Robert (1958). The Lord Protector: Religion And Politics In The Life Of Oliver Cromwell. Архивирано из оригинала 26. 06. 2012. г. Приступљено 10. 01. 2020.
- Smith, David, ур. (2003). Oliver Cromwell and the Interregnum. Wiley. ISBN 978-0-631-22725-0.. Blackwell.
- Wedgwood, C.V. (1939). Oliver Cromwell. Duckworth. ISBN 978-0-7156-0656-8.. Duckworth.
- Worden, Blair (1985). „Oliver Cromwell and the sin of Achan”.  Ур.: Beales, D. and Best, G. History, Society and the Churches. Cambridge University Press. ISBN 978-0-521-02189-0.

### Војне студије
- Durston, Christopher (2000). „'Settling the Hearts and Quieting the Minds of All Good People': the Major-generals and the Puritan Minorities of Interregnum England”. History. 85 (278): 247—267. ISSN 0018-2648. doi:10.1111/1468-229X.00146.,  . Full text online at Ebsco.
- Durston, Christopher (1998). „The Fall of Cromwell's Major-Generals”. English Historical Review. 113 (450): 18—37. 1998. ISSN 0013-8266.,
- Firth, C.H (1921). Cromwell's Army. Greenhill Books. ISBN 978-1-85367-120-3.
- Gillingham, J. (1976). Portrait of a Soldier: Cromwell. Weidenfeld and Nicolson. ISBN 978-0-297-77148-7.. Weidenfeld & Nicolson.
- Kenyon, John & Ohlmeyer, Jane, ур. (2000). The Civil Wars: A Military History of England, Scotland, and Ireland 1638–1660. Oxford University Press. ISBN 978-0-19-280278-1.
- Kitson, Frank (2004). Old Ironsides: The Military Biography of Oliver Cromwell. ISBN 978-0-297-84688-8.. Weidenfeld Military.
- Marshall, Alan (2004). Oliver Cromwell: Soldier: The Military Life of a Revolutionary at War. Brassey's. ISBN 978-1-85753-343-9.. Brassey's.
- McKeiver, Philip (2007). A New History of Cromwell's Irish Campaign. Advance Press. ISBN 978-0-9554663-0-4.. Advance Press, Manchester.
- Woolrych, Austin (1990). „The Cromwellian Protectorate: A Military Dictatorship?”. History. 75 (244): 207—231. doi:10.1111/j.1468-229X.1990.tb01515.x.
- Woolrych, Austin (1990). „Cromwell as a soldier”.  Ур.: Morrill, John. Oliver Cromwell and the English Revolution. Longman. ISBN 978-0-582-01675-0.. Longman.
- Young, Peter; Holmes, Richard (2000). The English Civil War. Wordsworth. ISBN 978-1-84022-222-7.

### Прегледи ере
- Coward, Barry (2002). The Cromwellian Protectorate. Manchester University Press. ISBN 978-0-7190-4317-8.
- Coward, Barry; Gaunt, Peter (2017). The Stuart Age: England, 1603-1714 (5th изд.). Taylor & Francis. ISBN 978-1138949546. Пронађени су сувишни параметри: |author= и |last1= (помоћ)
- Davies, Godfrey (1959). The Early Stuarts, 1603–1660. Oxford University Press. ISBN 978-0-19-821704-6.. Political, religious, and diplomatic overview of the era.
- Korr, Charles P. (1975). Cromwell and the New Model Foreign Policy: England's Policy toward France, 1649–1658. University of California Press. ISBN 978-0-520-02281-2.
- Macinnes, Allan (2005). The British Revolution, 1629–1660. Palgrave Macmillan. ISBN 978-0-333-59750-7.
- Morrill, John. "Cromwell and his contemporaries". In Morrill, John (ed.), Morrill, John Stephen (1990). Oliver Cromwell and the English Revolution. Longman. ISBN 978-0-582-01675-0.. Longman.
- Venning, Timothy (1967). „Oliver Cromwell and his Parliaments”. the Reformation and Social Change Macmillan. Palgrave Macmillan. Непознати параметар |DUPLICATE_title= игнорисан (помоћ); Непознати параметар |DUPLICATE_publisher= игнорисан (помоћ); Пронађени су сувишни параметри: |author= и |last1= (помоћ).
- Venning, T. (1995). Cromwellian Foreign Policy. Palgrave Macmillan UK. ISBN 978-0-333-63388-5.
- Woolrych, Austin (1982). Commonwealth to Protectorate. Clarendon Press. ISBN 978-0-19-822659-8.
- Woolrych, Austin (2002). Britain in Revolution 1625–1660. Oxford University Press. ISBN 978-0-19-927268-6.

### Примарни извори
- Abbott, W.C. (ed.) (1937–1947). Writings and Speeches of Oliver Cromwell, 4 vols. The standard academic reference for Cromwell's own words. „Questia.com”. Архивирано из оригинала 26. 06. 2012. г. Приступљено 10. 01. 2020..
- Carlyle, Thomas (ed.) (1904 edition), „Oliver Cromwell's letters and speeches, with elucidations”. Архивирано из оригинала 26. 06. 2012. г. Приступљено 10. 01. 2020.. „Gasl.org” (PDF). Архивирано из оригинала (PDF) 02. 11. 2006. г. Приступљено 10. 01. 2020. (40.2 MB);
- Haykin, Michael A. G., ур. (1999). To Honour God: The Spirituality of Oliver Cromwell. Joshua Press. ISBN 978-1-894400-03-9.. Excerpts from Cromwell's religious writings.
- Morrill, John, et al. (eds.). Writings and Speeches of Oliver Cromwell: A New Critical Edition, 5 vols. (projected). A new edition of Cromwell's writings, currently in progress. („A New Critical Edition of the Writings and Speeches of Oliver Cromwell”. Архивирано из оригинала 14. 4. 2014. г. Приступљено 13. 4. 2014.)
- Roots, Ivan (1989). Speeches of Oliver Cromwell. Everyman classics. ISBN 978-0-460-01254-6.

### Историографија
- Davis, J. C (2001). Oliver Cromwell.. a biographical study that covers sources and historiography
- Gaunt, Peter (октобар 2009). „The Reputation of Oliver Cromwell in the 19th century”. Parliamentary History. 28 (3): 425—428.
- Hardacre, Paul H. "Writings on Oliver Cromwell since 1929", in Elizabeth Chapin Furber, ed. Changing views on British history: essays on historical writing since 1939 (Harvard University Press, 1966), pp. 141–59
- Lunger Knoppers, Laura (2000). Constructing Cromwell: Ceremony, Portrait and Print, 1645–1661. Cambridge University Press. ISBN 978-0-521-66261-1.. shows how people compared Cromwell to King Ahab, King David, Elijah, Gideon and Moses, as well as Brutus and Julius Caesar.
- Mills, Jane,, ур. (2012). Cromwell's Legacy. Manchester University Press.. online review by Timothy Cooke
- Morrill, John (2003). „Rewriting Cromwell: A Case of Deafening Silences”. Canadian Journal of History. 38 (3): 553—578. ISSN 0008-4107. doi:10.3138/cjh.38.3.553.
- Morrill, John (1990). „Textualizing and Contextualizing Cromwell”. Historical Journal. 33 (3): 629—639. ISSN 0018-246X. doi:10.1017/S0018246X0001356X.. Full text online at JSTOR. Examines the Carlyle and Abbott editions.
- Worden, Blair. "Thomas Carlyle and Oliver Cromwell", in Proceedings of the British Academy (2000) 105: pp. 131–170. ISSN 0068-1202.
- Worden, Blair (2001). Roundhead Reputations: the English Civil Wars and the passions of posterity. Penguin. ISBN 978-0-14-100694-9.